# Station Malmedy

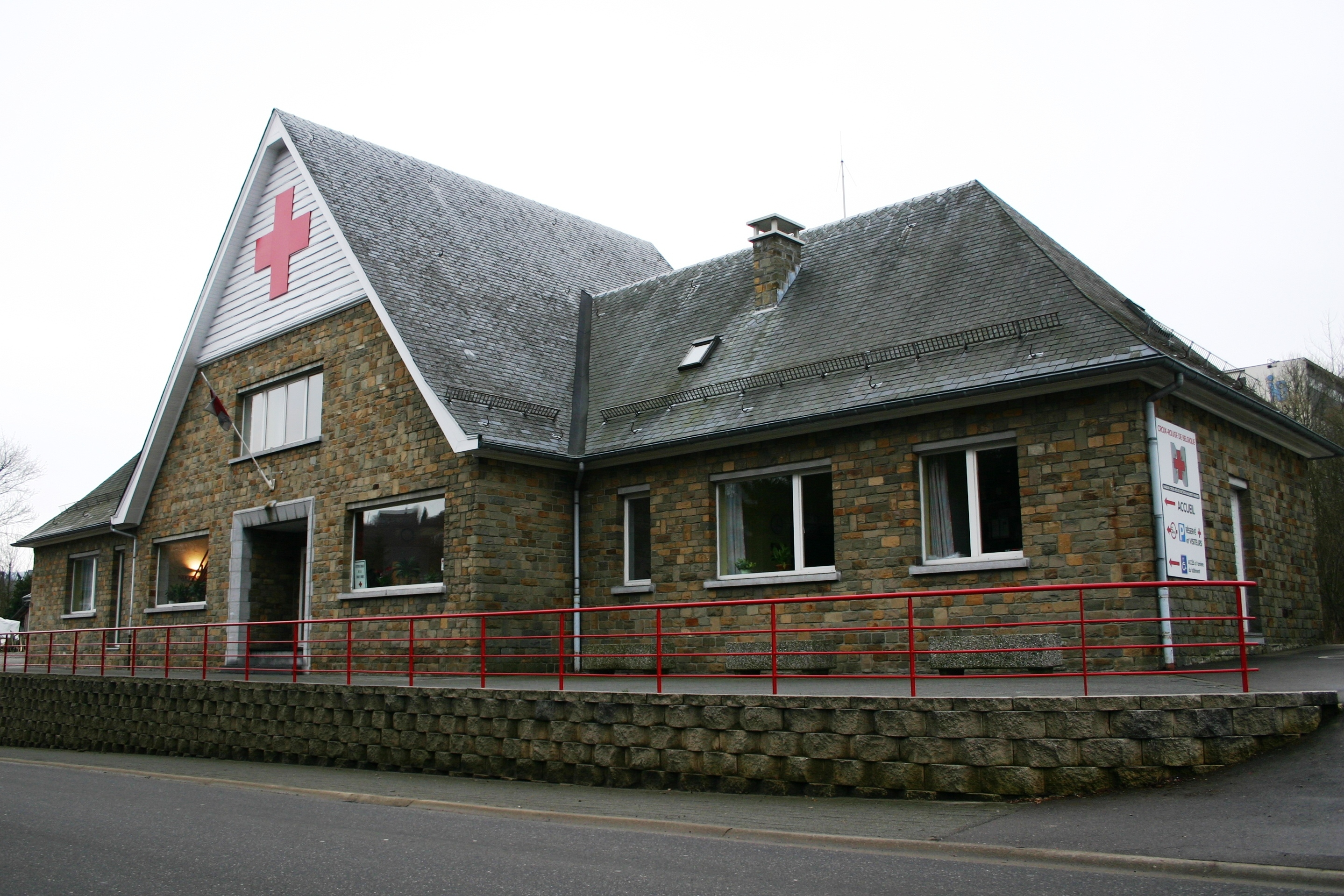
Station Malmedy in 2008

Station Malmedy is een voormalig spoorwegstation in de Belgische stad Malmedy aan de spoorlijn 45 (Weismes - Trois-Ponts). Het station op een zijlijn van de Vennbahn gelegen was geopend van 1 december 1885 tot 23 februari 1959 voor reizigers en tot 1 januari 2007 voor goederen. Ten tijde van de aanleg lag het als Duits station in de Rijnprovincie van Pruisen. In 1920 werd het bij de Belgische Oostkantons gevoegd.